# Talofofo Bay
Talofofo Bay är en vik i Guam (USA).   Den ligger i kommunen Talofofo, i den södra delen av Guam, 15 km söder om huvudstaden Hagåtña.